# Zakir Hussain
Zakir Hussain é um ator indiano. Ele é conhecido por seus papéis cômicos. Suas atuações mais conhecidas incluem as de Rashid no filme de 2005 de Ramgopal Varma, Sarkar, Shardul no filme de 2007 de Sriram Raghavan, Johnny Gaddaar, e Prakash Rao no trabalho de Rohit Shetty, Singham Returns .

## Infância e educação
Zakir Hussain nasceu e foi criado em Jani Khurd, Meerut, Utar Pradexe. Foi durante seus estudos em Délhi que ele se sentiu atraído pelo mundo do teatro e do cinema. Ele começou com teatro "pequeno" e depois ingressou no Centro Shri Ram de Artes Cênicas. Ele então ingressou na prestigiada Escola Nacional de Drama e se formou em 1993.

## Carreira
Hussain fez teatro por alguns anos e depois se mudou para Mumbai para trabalhar na televisão e no cinema. Ele começou com seriados como Firdaus, Kitty Party e Gaatha, e isso lhe rendeu reconhecimento. O filme de 2004 de Shriram Raghavan Ek Haseena Thi foi o primeiro trabalho proeminente como ator. O papel de Hussain no filme foi limitado a duas cenas, mas ele conseguiu impressionar o diretor Ramgopal Varma, que então lhe ofereceu o papel de Rashid em Sarkar. Este papel de vilão de sangue frio foi muito apreciado e Hussain recebeu o prêmio "Nova Ameaça" no Stardust Film Awards de 2006.
Depois de Sarkar, Varma escalou Hussain para quase todas as suas produções. A segunda atuação notável dele foi seu papel de Shardul em Johnny Gaddaar. Esta apresentação foi recebida pelo público. Este foi o filme que lhe rendeu maiores salários. Hussain também é músico - percussionista e também cantor.

### Filmografia
| Ano       | Título                      | Personagem                            | Plataforma   | Notas             |
| --------- | --------------------------- | ------------------------------------- | ------------ | ----------------- |
| 2018-2021 | Chacha Vidhayak Hain Humare | Rajesh Pathak                         | Amazon Prime |                   |
| 2019      | Bombers                     | Somu Da                               | ZEE5         | [ 4 ] [ 5 ] [ 6 ] |
| 2020      | Sandwiched Forever          | Giriraj Shastry                       | SonyLIV      | [ 7 ]             |
| 2021      | Kathmandu Connection        | Mr. Mirza                             | SonyLIV      | [ 8 ]             |
| 2021      | Aranyak                     | Kuber Manhas                          | Netflix      |                   |
| 2022-2023 | Duranga                     | Bala Banne                            | ZEE5         |                   |
| 2023      | Farzi                       | Ministro das Finanças Pawan Gehlot    | Amazon Prime | [ 9 ]             |
| 2022      | Breathe: Into the Shadows 2 | Comissário de Polícia Abhinandan Kaul | Amazon Prime | [ 10 ]            |
| 2023      | Inspector Avinash           | Diretor da Polícia Samar Pratap Singh | JioCinema    | [ 11 ]            |